# Jali

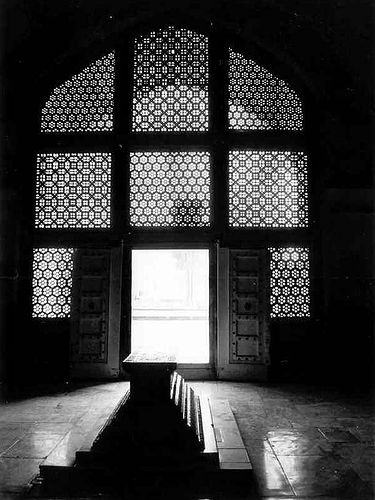
Tumba de Akbar, o Grande, perto de Agra, Índia.

Jali (ou jaali, Gujarati જાળી) refere-se a uma tela de pedra esculpida perfurada ou reticulada, geralmente usado na arquitetura islâmica, em que é seguido um padrão ornamental com base na caligrafia e/ou com formas geométricas florais. Os primeiros trabalhos do género foram realizados a partir de perfurações em pedra, enquanto que posteriormente a técnica de embumento com mármore e pedras semi-preciosas, foi utilizada pelos mongóis. Este tipo de ornamentação foi empregue principalmente pela Arquitetura da Índia.